# La ragazza di Trieste (film 1952)
La ragazza di Trieste (Les loups chassent la nuit) è un film del 1952 diretto da Bernard Borderie.
Il film, di produzione italofrancese, è basato sul libro di Pierre Frondaie intitolato Le Lieutenant de Gibraltar.

## Trama
Il giornalista Thomas Mollert, capo di una rete di controspionaggio, porta Cirillo, uno dei suoi agenti, a Trieste al fine di smascherare la spia Miguel. Cirillo entra nella casa di Miguel per cercare alcuni documenti, mentre Catherine, amica di Cirillo, lo trattiene in un gabinetto privato; uno dei complici di Miguel li sorprende e avverte quest'ultimo, che però viene colpito a morte da Catherine.
Mollert riesce nella sua missione, mentre Cirillo e Catherine vivono la loro storia d'amore a Venezia.